# ウラジーミル・メリニチェンコ
ウラジーミル・エフィーモヴィチ・メリニチェンコ（ロシア語: Владимир Ефимович Мельниченко、ウクライナ語: Володимир Юхимович Мельниченко〈ヴォロディームィル・ユフィーモヴィチ・メリヌィチェンコ〉、1946年2月20日-）はウクライナ人の社会学者、歴史学者である。共産主義の理論に関する研究、またウラジーミル・レーニン に関する研究も盛んに行っている。

## 経歴
1946年、グルジア中部の地方都市ハシュリ（ka:ხაშური）生まれ。1949年ウクライナに転居。1968年にキエフ大学を卒業し、1971年同大学大学院へ進む。
1976年から1987年までウクライナ共産党中央委員会の社会学部部長を務め、のち党文献保管所所長。1989年ソビエト連邦共産党中央委員会史学部部長。1991年レーニン中央博物館館長。同年ハノイのホー・チ・ミン博物館に出張。1993年、レーニン博物館はボリス・エリツィンにより閉鎖され、同館最後の館長となった。2000年には来日し、東京で開かれたレーニン生誕130周年記念シンポジウムで講演をした。

## 受賞・栄典
- 2009年：ヴィクトル・ユシチェンコ大統領からタラス・シェフチェンコ賞を授与された[2]。

## 主張
- 自称しているように、ソビエト型共産主義の言説が強く、日本人の感覚にはあまりなじめない主張も少なくない。その一方で、単純な善悪論議を抜きにした当時のソビエト社会の記述、日ソ間の民間交友事業等の紹介もあり、一方的な論理を排した記述は評価に値するといえよう。
- また、ソビエト型共産主義者であるが、手放しでそれを賛美しているわけではないことに注意されたい。1980年代後半のミハイル・ゴルバチョフ書記長によるペレストロイカに関しては、その必要性は「誰からみても明らかだった」としながらも、しかし十月革命を否定させるようなペレストロイカは誤っていたと結論付けている。
- 1990年代のエリツィン政権に対しては否定的であり、当時の情勢により後退した世界各国の共産主義勢力がレーニンこき下ろし運動を進めていることを非難している。
- また、日本共産党の立場には否定的であり、宮本顕治・不破哲三らの理論を批判している。それに対し、日本共産党の側からも「ソ連共産党の横暴」という激しい応酬が存在することにも注意。

## 著作
共産主義に関するいくつかの著作も出版しており、日本語訳されているものもある。
- 『レーニンの生活と人間像』（新読書社、2000年）、伊集院俊隆・佐藤利郎・佐野柳策訳
- 『レーニンと日本』（新読書社、2001年）、伊集院俊隆、佐野柳策ら訳
- 『レーニンが愛した女―イネッサ・アルマンド』（新読書社、2005年）、村山敦子監訳